# Tokoprymno maia
Tokoprymno maia is een zachte koraalsoort uit de familie Primnoidae. De koraalsoort komt uit het geslacht Tokoprymno. Tokoprymno maia werd in 1996 voor het eerst wetenschappelijk beschreven door Bayer. 